# Mäntysaari (ö i Södra Savolax, Nyslott, lat 61,97, long 28,89)
Mäntysaari är en ö i Finland. Den ligger i sjön Seppäjärvi och i kommunen Nyslott i  landskapet Södra Savolax, i den sydöstra delen av landet, 290 km nordost om huvudstaden Helsingfors. Öns area är 5,7 hektar och dess största längd är 0,6 kilometer i sydöst-nordvästlig riktning.